# Stargate

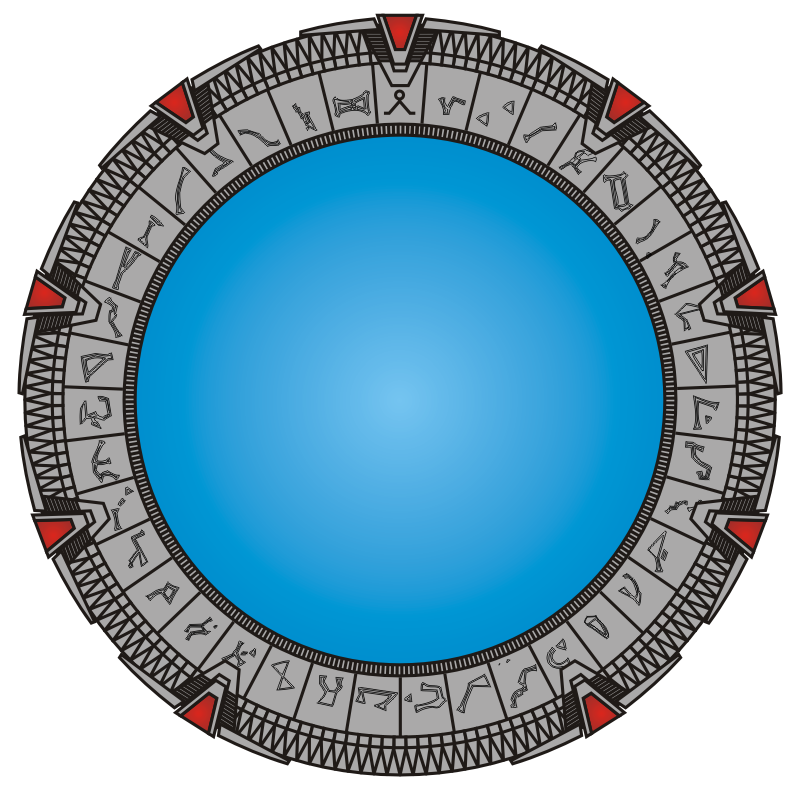
Stargate: el artefacto que permite viajar a través del universo.

Stargate (Puerta a las Estrellas o Puerta Estelar) es una franquicia de ciencia ficción creada en 1994 por Dean Devlin y Roland Emmerich con Stargate, Puerta a las Estrellas. La componen la novela Stargate, de Dean Devlin, y su versión de cine, adaptada y llevada a la gran pantalla en 1994 por Roland Emmerich y otras novelas, tres series de televisión (Stargate SG-1 , Stargate Atlantis y Stargate Universe) y una serie de dibujos animados (Stargate Infinity) que no es considerada canon.
El universo Stargate tiene múltiples referencias a la mitología antigua. De hecho, el planteo se basa en que dichas creencias mitológicas se fundaron en torno a la llegada de seres extraterrestres que asumieron el papel de antiguas divinidades. Las más importantes son la egipcia, hindú, escandinava y griega, aunque nuevas mitologías, como la maya, japonesa, celta o hasta elementos del bien y el mal (cielo e infierno) de religiones monoteístas, han tomado mayor importancia en las últimas temporadas de la serie.
En 2008 lanzaron en DVD dos películas (Stargate: El Arca de la Verdad y Stargate: El Continuo) que finalizaron la trama de la serie Stargate SG-1.

## Películas

### Stargate, Puerta a las Estrellas
En 1994 se estrenó la película original de Stargate. Estaba pensada como la primera de una trilogía, pero los creadores, Roland Emmerich y Dean Devlin, se centraron más en desarrollar otros proyectos como Independence Day o Godzilla y la idea cayó en el olvido. Para Devlin, la serie no le supone un problema, ya que no la considera una continuación válida de la película. En 2006, Devlin anunció que le parecería interesante retomar la posibilidad de cerrar la trilogía.
La trama de la película inicia en 1928, cuando el profesor Langford descubre en Guiza (Egipto) un raro artefacto metálico en forma de anillo (el Stargate). Décadas luego, en 1994, el Dr. Jackson (James Spader), lingüista conocido por sus peculiares teorías sobre el origen de la escritura jeroglífica, recibe la visita de la Dra. Langford, quien le propone el trabajo de traducir unas tablillas del Antiguo Egipto. 
El Dr. Jackson debe irse a unas instalaciones militares en la Montaña Creek, Colorado, donde identifica los símbolos que debía traducir como constelaciones, que señalan un punto en el Universo. Esto sirve para activar el Stargate, que cruza junto a un grupo de militares liderados por el coronel O'Neil, interpretado por Kurt Russell (en la película, el apellido del personaje es O'Neil, con una L, mientras que en la serie de TV se escribe con dos L, como lo remarca Richard Dean Anderson en varios capítulos).
Al otro lado, hallan un mundo desértico en el que pueblos humanos primitivos extraen minerales para su dios Ra, viviendo como esclavos.
Mientras exploran más allá, Jackson nota que el pueblo tiene prohibida la escritura y la lectura, conociendo posteriormente a Sha'uri (Mili Avital, el personaje toma el nombre de Sha're -Vaitiare Bandera- en la serie de televisión), una joven de la cual se enamoraría.
Mientras tanto, el resto del equipo, que se quedó cerca del Stargate, es derrotado y apresado por unos extraños guerreros extraterrestres.
Jackson, en compañía de Sha'uri, descubre unos jeroglíficos que al traducirlos le dicen que los habitantes del planeta han sido esclavizados por Ra, un extraterrestre que para sobrevivir tomó un cuerpo humano, y que además ha conquistado varios planetas a su paso.
Jackson y O'Neil, junto a dos soldados, vuelven al templo donde se encontraba el Stargate, donde son capturados y llevados ante Ra, quien revela conocer el arma que O'Neil estaba escondiendo: una bomba nuclear.
Después de muchas vicisitudes, Jackson y O'Neil, con el apoyo de unos jóvenes nativos de ese planeta, logran liberar al planeta de la opresión de Ra, al derrotar a sus guardias y matarlo con la bomba nuclear.

### Stargate: El arca de la verdad
Stargate: The Ark of Truth (Stargate: El Arca de la Verdad) es una película para DVD, escrita y dirigida por Robert C. Cooper. El filme pone fin a la trama de los Ori de Stargate SG-1. El Arca de la Verdad fue lanzada a la venta en EE. UU., el 11 de marzo de 2008. El 7 de octubre de 2009, la película fue estrenada para América Latina por Cinecanal.
La película trata sobre el intento del SG-1 por recuperar el "Arca de la Verdad", un dispositivo Alterano (Antiguo) diseñado para mostrar la verdad a quienes miran en él.

### Stargate: El Continuo
Stargate: Continuum (Stargate: El Continuo o Stargate: Tiempo Infinito) es una película para DVD escrita por Brad Wright y dirigida por Martin Wood. Es el segundo filme secuela de Stargate SG-1, después de Stargate: The Ark of Truth, y marca el fin de la trama Goa'uld.
La historia comienza con el SG-1, junto al General O'Neill, presenciando la ceremonia de extracción del último de los Señores del Sistema Goa'uld, Ba'al. Pero antes de ser extirpado, Ba'al declara al equipo que no es el último y que el verdadero Ba'al sigue libre. Este aparece en el pasado, en 1939, en un barco llamado Aquiles, y mata a la tripulación, desviando luego el curso de la nave y dejando una bomba. Se modifica así la historia, y los restantes miembros del SG-1 deberán restaurarla.

## Series

### Stargate SG-1
Stargate SG-1 se estrenó en los Estados Unidos, el 27 de julio de 1997, en el canal Showtime. Después de cinco temporadas, se cambió al Sci fi channel. Creada por Jonathan Glassner y Brad Wright, está inicialmente protagonizada por Richard Dean Anderson (O´Neill), Michael Shanks (Dr Jackson), Amanda Tapping (Samantha Carter), Christopher Judge (Teal'c) y Don S. Davis (George Hammond).
El elenco se mantuvo estable durante la mayor parte de la serie, pero hubo algunos cambios:
- Michael Shanks fue reemplazado por Corin Nemec (en el papel de Jonas Quinn) durante la sexta temporada. Volvió en la 7.ª. La razón fue que Shanks no estaba de acuerdo con la poca importancia que se daba a su personaje.
- Don S. Davis dejó la serie por problemas de salud, y R. D. Anderson le relevó como jefe militar del Comando Stargate (SGC).
- En la novena temporada, R. D. Anderson dejó la serie, que incorporó a Beau Bridges como jefe militar y a Ben Browder como nuevo líder del SG-1.
- Después de aparecer en ocho episodios durante la novena temporada, Claudia Black se incorporó al elenco de la décima temporada.

La serie comienza en 1998, pero dentro de la historia se sitúa cronológicamente como si hubiera pasado tan solo un año respecto a la primera misión en Abydos. 
Las instalaciones donde se encuentra la Puerta a las Estrellas están siendo desmanteladas y la propia puerta será pronto guardada en un almacén. En un momento dado, la puerta se activa y unos extraños seres secuestran a una mujer militar. El general Hammond (Don S. Davis), a cargo de las instalaciones, hace llamar al coronel Jack O'Neill (Richard Dean Anderson) y se ponen en contacto con el doctor Daniel Jackson (Michael Shanks) que se encuentra viviendo en Abydos a pesar de que se le presumía muerto. Junto con la capitán Samantha Carter (Amanda Tapping) descubren que el Stargate es parte de una vasta red de puertas que se extienden por toda la galaxia.
Al hacer el segundo viaje expedicionario a Abydos (que es donde comienza la serie) el SG1 es capturado por los goa'ulds, una especie de parásitos con forma de serpiente que invaden el cuerpo humano para sobrevivir tomando el control de la persona. Los goa'ulds fingen ser dioses para someter a los pueblos que conquistan valiéndose de su tecnología avanzada. El primado del goa'uld "Apophis" (Peter Williams) es el personaje de Teal'c (Christopher Judge), quien es el comandante de los jaffa (esclavos de élite de los goauld's quienes portan los embriones inmaduros en su abdomen). Él es convencido por el coronel Jack O'Neill de traicionar a Apophis y ayuda al SG1 a escapar.
Teal'c se unirá al equipo de expedición SG1 en las próximas misiones jurando liberar a su pueblo de las manos de los goa'ulds. 
Con 10 temporadas, está considerada como una de las series más largas en su género. A partir de la 7.ª temporada los hechos transcurren en paralelo con el spin-off Stargate Atlantis.
El 21 de agosto de 2006, Sci Fi Channel anunció que no renovaría una nueva temporada, dejando en el aire la continuidad de la serie. Sin embargo, la MGM logró un acuerdo para producir dos películas que saldrán directamente en formato DVD. La primera lleva el título de Stargate: The Ark of Truth (Stargate: el arca de la verdad), que finaliza la trama de los Ori. La segunda película, Stargate: El Continuo, termina el arco de los Goa'uld. Esta película, a diferencia de El Arca de la Verdad, cuenta con la aparición de R. D. Anderson y Don S. Davis, que ya no formaban parte del elenco.

### Stargate Atlantis
Stargate Atlantis se estrenó en el Sci-Fi Channel el 16 de julio de 2004, protagonizada por Joe Flanigan, Torri Higginson, Rainbow Sun Francks, David Hewlett y Rachel Luttrell. La serie finalizó su segunda temporada, con la adición de Paul McGillion y Jason Momoa (reemplazando a Franks, que durante un tiempo cumplió el rol de actor invitado y luego desapareció de la serie) como protagonista. 
La historia de la serie parte del final de la séptima temporada y el inicio de la octava de Stargate SG-1. Un grupo de científicos, entre los que se encuentran el Dr. Daniel Jackson, la Doctora Elizabeth Weir y el Dr. Rodney McKay, están estudiando el puesto avanzado de los Antiguos que O'Neill descubrió al final de la séptima temporada. El Dr. Jackson consigue averiguar qué pasó con Atlantis: los Antiguos se la llevaron a otra galaxia, Pegaso, y tiene la dirección a donde fueron. El problema es que abrir el Stargate a otra galaxia gasta mucha energía, por lo que es posible que sea un viaje sin retorno. Sin embargo, una expedición científico-militar, la Expedición Atlantis, capitaneada por la propia Weir, decide embarcarse en la aventura y parte hacia la ciudad Perdida de los Antiguos, Atlantis. Una vez allí, se encontrarán con un enemigo mucho peor que los Goaul'd; los Wraith (Espectros), una raza que se alimenta de la energía vital de los seres humanos y que, 10 000 años atrás, obligaron a los Antiguos a abandonar Pegaso y volver a la Tierra.
La Expedición Atlantis está encabezada por la doctora Elizabeth Weir, una especialista en relaciones diplomáticas cuyas habilidades políticas tienen que convivir con el fuerte carácter del jefe militar de la expedición, John Sheppard, un experimentado y valeroso piloto al que no le gusta demasiado la autoridad. Junto a ellos, el teniente Aiden Ford, un joven y entusiasta oficial que se convierte en la mano derecha de Sheppard, y el doctor Rodney Mckay, un inteligente astrofísico con amplia experiencia en misiones Stargate. Además, el equipo cuenta con la colaboración de una nativa de la galaxia Pegaso, la Athosiana Teyla, la joven líder de una comunidad primitiva con la que la expedición Atlantis se alía para combatir a los Wraith y con la ayuda de Ronon, uno de los supervivientes de una ciudad destruida por los Wraith, al que sigue por tener información sobre Ford en un planeta.

### Stargate Infinity
Stargate Infinity es una serie animada que salió al aire entre septiembre de 2002 y junio de 2003. Si bien la serie fue producida por MGM junto a DiC Entertainment, ninguno de los guionistas o productores de Stargate SG-1 u otros proyectos basados en Stargate estuvieron involucrados con Infinity. De acuerdo al creador de SG-1, Brad Wright, la serie animada no debería ser considerada dentro del canon oficial de Stargate.
Ambientada unos 30 o 40 años en el futuro, Infinity cuenta la historia de un equipo de jóvenes reclutas liderados por un miembro veterano del Comando Stargate que son acusados de un crimen que no cometieron. El equipo deberá viajar de un planeta a otro intentando encontrar una forma de limpiar su nombre.

### Stargate Universe
Stargate Universe es una serie de la saga Stargate estrenada en otoño de 2009. La trama gira en torno a la supervivencia de un grupo de científicos y militares del Comando Stargate que terminan a la deriva en la nave Destiny, de los Antiguos, debido al uso del noveno Chevron. La primera temporada ha sido un fracaso para muchos de sus fanes, perdiendo Stargate su esencia aventurera y exploradora, los creadores querían darle un enfoque más parecido a Battlestar Galactica. En los aspectos técnicos de la serie, está rodada para parecer que alguien documenta todo lo que ocurre en la Destiny, son planos movidos, es decir, no hay una cámara fija en ningún momento. Además hubo un parón de la serie por huelga de guionistas, reanudándose en abril de 2010.
La segunda temporada comenzó en octubre de 2010, tuvo un total de 20 capítulos como la anterior temporada, pero fue cancelada tras esta última.

### Stargate Orígenes
Stargate Orígenes es una serie web estadounidense perteneciente al género de ciencia ficción y aventura y parte de la franquicia de Metro-Goldwyn-Mayer Stargate. La serie se basa en la película de ciencia ficción de 1994 Stargate de Dean Devlin y Roland Emmerich y es una secuela de Stargate SG-1. Fue anunciada el 20 de julio de 2017 en la San Diego Comic Con como parte de la celebración del vigésimo aniversario de la serie de TV Stargate SG-1. La serie consta de 10 episodios de entre 8 y 14 minutos de duración cada uno, siendo esencialmente una película dividida en 10 episodios. La misma expande la mitología existente de la franquicia de Stargate. Stargate Orígenes se estrenó con 3 episodios el 14 de febrero de 2018 en el servicio de suscripción Stargate Command de MGM. Una versión de 104 minutos de duración titulada Stargate Origins: Catherine fue estrenada el 19 de junio de 2018 para la venta digital en todo el mundo en formatos SD, HD y 4K. Esta versión incluye mejor sonido, efectos visuales mejorados, una nueva secuencia de títulos y subtítulos en 12 idiomas.

## Cronología
Muchos fanes siguen teniendo dudas acerca de la cronología de la serie:
- Serie Web :  Stargate Origins 1 temporada (2018)
- Película: Stargate Puerta a las estrellas (1994)
- Serie: Stargate SG-1 (1997-2007). 10 temporadas.
- Spin-off: Stargate Atlantis (2004-2009). 5 temporadas.
  - Atlantis sucede entre la séptima y octava temporada de SG-1 (pero se puede acabar SG-1 y empezar luego Atlantis sin problemas)
- Película: Stargate SG-1: El arca de la verdad (2008)
- Película: Stargate SG-1: El continuo (2008)
- Serie: Stargate Universe (2009-2011) con 2 temporadas.

Stargate Infinity tendría lugar varios años después de todos estos acontecimientos, pero nada tiene que ver con los creadores originales de la serie.

### Línea temporal de las series de televisión
El siguiente gráfico muestra la ubicación cronológica de las series en la línea temporal.

## Libros
Se han escrito varios libros, novelas y cómics, dentro de la franquicia de Stargate.

### Novelas basadas en la películaStargate
La novela de la película fue escrita en 1994 por Roland Emmerich y Dean Devlin, los creadores originales de la película. Posteriormente, el escritor Bill McCay, basándose en las notas de Roland Emmerich, continuó la serie con otras cinco novelas más. La línea argumental de la serie Stargate SG-1 difiere completamente de lo narrado en estas novelas. En total las novelas son seis:
- Stargate (1994, Roland Emmerich y Dean Devlin)
- Stargate: Rebellion (1995, Bill McCay)
Cuando el equipo de los científicos y soldados entró en el Stargate, la última idea que tenían en sus mentes era liderar una rebelión armada en un planeta a un millón de años luz de la Tierra. Cuando comienza, nadie puede ignorar al comando de Jack O'Neill, a un renegado egiptólogo Daniel Jackson, y la mayoría de los pueblos recién liberados de Abydos, pero tanto el Ejército de Estados Unidos como la sucesora de Ra, Hathor, tienen otras ideas para el Stargate. Incapaces de negarse a una petición de ayuda, el coronel Jack O'Neill, Daniel Jackson y la gente del planeta Abydos empiezan una búsqueda desesperada de la libertad a un millón de años luz del planeta Tierra.
- Stargate: Retaliation (1996, Bill McCay)
La Diosa Hathor ataca al corazón de la revolución Abydonian cuando Daniel Jackson es acusado de traicionar a su mujer y a la rebelión.
- Stargate: Retribution (1997, Bill McCay)
El egiptólogo Daniel Jackson y el coronel Jack O'Neill luchan por abrir los secretos del Stargate, para salvar a la Tierra de la malvada Diosa Hathor.
- Stargate: Reconnaissance (1998, Bill McCay)
Los supervivientes del planeta Abydos, destruido por el poder del Stargate, colonizan un nuevo planeta, para descubrir que no están solos.
- Stargate: Resistance (1999, Bill McCay)
El egiptólogo Daniel Jackson, el coronel Jack O'Neill, y los supervivientes del planeta Abydos han encontrado refugio en un planeta aparentemente pacífico. Pero las criaturas con forma de gato que viven allí (en realidad, los criados de una raza más vieja de seres) se convierten en una amenaza que podría destruirlos a todos. Además, el Stargate está sepultado y roto, sin reparación posible.

### Otros
Desde 1999 han aparecido novelas basadas en la serie Stargate SG-1. Estas fueron escritas por Ashley McConnell y publicadas por ROC (New American Library). Originalmente se editaron cuatro títulos. Posteriormente se editaron una serie de libros por parte de Fandemonium Press disponibles en el Reino Unido, Australia, Nueva Zelanda y Sudáfrica. También hay planes para sacar una serie de libros basados en Stargate Atlantis por parte de la misma editorial. 
Además de los libros, se han editado relatos cortos, en revistas de ciencia ficción, y se han editado cómics, a cargo de Avatar Press con guion de James Anthony y dibujos de Jorge Correa. Estos cómics también se encuentran fuera del canon oficial de la serie.

## Juegos
Stargate nunca ha sido proclive a generar multitud de títulos, entre los juegos disponibles podemos encontrar:

### Super Nintendo/Mega Drive
- Stargate, juego de plataformas inspirado en la película.

Empieza con un boina negra en el desierto, tiene una metralleta, mata cascarudos y mosquitos gigantes. Ingresa dentro de la cuevas tiene que agarrar vidas y puede tirar granadas de mano. A medida que va avanzando los niveles las granadas evolucionan, Va peleando contra criaturas que tienen semejanza con Anubis y bichos alados de la mitología egipcia.

### iOS  y Android
Actualmente existen 3 aplicaciones universales de Stargate para iPhone, iPad (no iPod Touch) y Android las cuales son:
- Stargate Command
- Stargate SG-1: Unleashed Ep 1
- Stargate SG-1: Unleashed Ep 2 (Esta actualmente no está disponible para Android)

Estas aplicaciones son desarrolladas por Arkalis Interactive.

### PC
- Stargate The Alliance, título que fue cancelado intempestivamente por los productores aún en la fase de diseño.
- Stargate Resistance, juego de acción entre dos facciones: Tau'ri y Goaulds. El juego en si transcurre en tres mapas entre los que se encuentra la base Stargate.
- Stargate Worlds, un MMORPG basado en el motor gráfico Unreal Engine 3 que ha sido cancelado a causa de la bancarrota de la empresa que lo llevaba a cabo[11]

### Mods
Existen multitud de modificaciones de juegos que recrean el ambiente de Stargate, disponibles en la red:
- El primero es la aventura gráfica creada por Sektor 13 mediante el programa "Adventure Game Studio" y que utiliza el sistema SCUMM y gráficos 2D en una resolución baja.

- Otra alternativa utiliza el juego de Activision, Star Trek: Armada II incluyendo naves de ambas series (se trata de un juego de estrategia similar a Age of Empires).

- La tercera y más popular es el Stargate Pack for Bridge Commander, que utiliza el juego de Activision, Star Trek: Bridge Commander, juego en primera persona que permite al usuario capitanear una nave estelar. Las modificaciones de este juego incluyen naves espaciales. Desarrollado por un programador amateur estadounidense, es el juego más completo en lo que refiere a naves. Hasta el momento ha habido dos entregas (Pack 1 y Pack 2) pero a finales de junio se anunció la tercera entrega, que incluye todas las naves y estaciones (incluyendo stargates, la estación mid-way y la Nave-Ciudad Atlantis) que se han visto en los dos shows (Atlantis y SG-1), menos las naves Wraith que serán presentadas en un paquete separado en un tiempo no confirmado aún.

- Otro mod que tiene gran expectación es el Stargate: The Last Stand, que es una modificación del famoso juego Half-Life 2- La fecha de salida de la primera versión pública fue el 20/01/2009.[12]

- También se puede encontrar un mod de StarGate para Star Wars: Empire At war donde convierten todas las unidades del juego en las de StarGate con grandes detalles y fidelidad respecto a las series además de varios mapas nuevos, algunos de los cuales plantean retos importantes, como destruir al jugador enemigo y simultáneamente flotas enteras de Replicantes o Wraith

- En la saga Space Empires (4 y 5) existen mods con modificaciones de naves, e incluso con banda sonora y demás aspectos de la saga.

- En el juego de estrategia Sins of a Solar Empire, encontramos los mod "Stargate Invasion", para las expansiones, pero no para la versión original.

- Se creó otro mod para el juego Homeworld 2 denominado "Stargate Space Conflict" .[13] Actualmente se está trabajando en una nueva versión del mismo mod para Homeworld Remastered Collection (el antiguo sigue disponible con la coletilla "Classic"), por ahora solo se ha lanzado una demo del mismo[14]

- También hay un gran mod para el Juego [Garrysmod] llamado "Stargate Carter Addon Pack" [15] Se actualiza periodicamente y podemos jugar en diferentes servidores y modos de juego. Combinado con el juego que es un gran sandbox de otros mods puedes experimentar stargate como nunca.

- Y recientemente (2015) ha salido otro gran mod para el Juego [SpaceEngineers] llamado "Stargate" [16] También se actualiza regularmente y podemos jugar en diferentes servidores, es realemte fascinante experimentatr con el espacio y con los stragates.

## Apariciones Especiales y Curiosidades
- En el episodio de South Park "Imaginationland", la puerta que se usa para entrar a la tierra de la imaginación es una clara referencia al Stargate.
- En un episodio de Los Simpson hay una convención sobre Stargate SG-1 donde Richard Dean Anderson es secuestrado por Patty y Selma para hacerle revivir sus momentos como MacGyver.
- En el segundo episodio de la quinta temporada de Cálico Electrónico, Cálico cruza el stargate para llegar a Mundo Chiquito y conseguir la ayuda de Chincheto y Tonacho

### IMDb
- Stargate en Internet Movie Database (en inglés).
- Stargate SG-1 en Internet Movie Database (en inglés).
- Stargate Atlantis en Internet Movie Database (en inglés).
- Stargate Infinity en Internet Movie Database (en inglés).

### Sitios Oficiales
- MGM: Stargate SG-1
- MGM: Stargate Atlantis
- SCIFI. COM | Stargate SG-1 Archivado el 10 de abril de 2014 en Wayback Machine.
- SCIFI. COM | Stargate Atlantis Archivado el 31 de octubre de 2005 en Wayback Machine.

- Datos: Q11927
- Multimedia: Stargate / Q11927